# Pomnik Marszałka Józefa Piłsudskiego w Kutnie

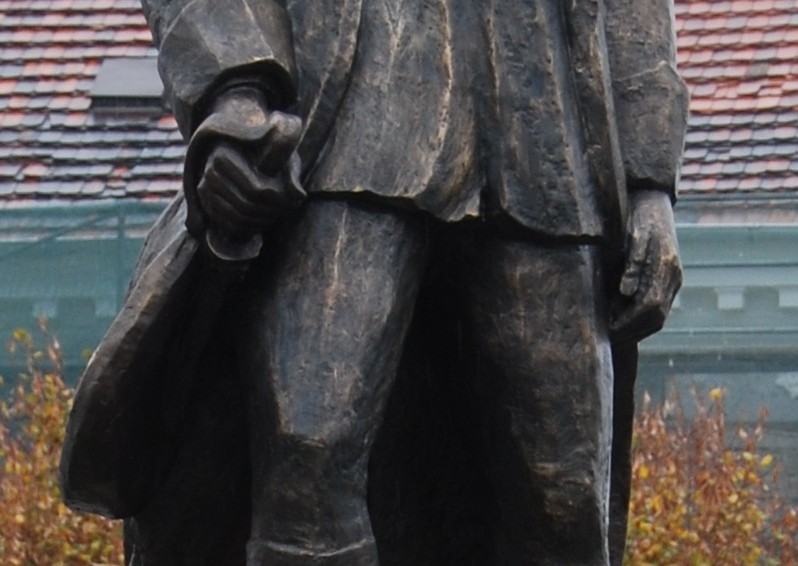
Kutnowski Marszałek jest leworęczny?

Pomnik Marszałka Józefa Piłsudskiego w Kutnie – pomnik przedstawiający postać marszałka Józefa Piłsudskiego, ustawiony przy Placu Marszałka w centrum Kutna, przed Urzędem Miasta.
Autorem pomnika jest artysta Robert Sobociński. Pomnik ustawiono na cokole w dniu 28.10.2008 roku, a oficjalne odsłonięcie nastąpiło w 90. rocznicę odzyskania niepodległości przez Polskę – 11 listopada 2008 roku. 
W odsłonięciu brał udział między innymi profesor Tomasz Nałęcz.

## Leworęczny Marszałek
W momencie ustawienia pomnika na cokole wzbudził on sensację i dyskusje wśród mieszkańców miasta. Postać przedstawiona na cokole ma mianowicie szablę przymocowaną z prawej strony pasa, co sugeruje, iż Marszałek był osobą leworęczną. Jest to ewidentny błąd artysty oraz urzędników przyjmujących jego pracę.